# Окибели (Л'Аквила)
Окибели (итал. Occhibelli) је насеље у Италији у округу Л'Аквила, региону Абруцо.
Према процени из 2011. у насељу је живело 20 становника. Насеље се налази на надморској висини од 749 м.